# Év Tájépítésze díj
A Magyar Építész Kamara Táj- és Kertépítészeti Tagozata (MÉK-TKT), a Magyar Tájépítészek Szövetsége (MTSZ) és a Semmelrock Stein+Design Burkolatkő Kft 2011. október 21-én alapította meg az Év Tájépítésze díjat és annak junior kategóriáját, az Év Junior Tájépítésze díjat, amelyeket 2012 óta minden év áprilisában – a Tájépítészet Hónapja rendezvénysorozat keretében – adnak át, ünnepélyes külsőségek között.

## Év Tájépítésze díj
Az Év Tájépítésze díj az aktív szakmagyakorlók egy rövidebb szakmai periódusának kiemelkedő – maximum öt évre kiterjedő – teljesítményét és a szakmai innováció elismerését célozza. A díjban részesülhet évente egy alkotó (esetleg alkotópáros, vagy alkotó csapat) egy előre felkért szakmai zsűri döntése alapján. Az Év Tájépítésze díjban részesülhet minden magyar állampolgárságú, tájépítész végzettségű (vagy ezek jogelődjeként értelmezhető) szakmagyakorló, aki öt évig ilyen díjban nem részesült, teljesíti a mindenkori díjszabályzatban és az adott évi kiírásban szereplő feltételeket, illetve nem tagja a jelölteket értékelő zsűrinek és nem rokona az adott évben felkért zsűritagoknak. A díj a díjszabályzatban és az éves kiírásban szereplő feltételeket teljesítő pályázók körében kerül kiosztásra minden év áprilisában, a Tájépítészet Hónapja rendezvénysorozat keretében megrendezett díjátadó gálán. A díjjal 1 millió Ft-os pénzjutalom és emléktárgy jár. A döntősök oklevelet vehetnek át, a közönségdíjas értékes ajándéktárgy jutalomban részesül.

## Jelölési folyamat
Az díjra a jelölés anonim módon a www.evtajepitesze.hu weboldalon keresztül történik minden év őszén. A beérkezett jelöléseket a felkért szakmai zsűri bírálja el, majd felkéri a jelölteket az indulásra. A jelöltek maximum három munkájukon keresztül mutatják be a zsűrinek elmúlt 5 éves szakmai tevékenységüket, amely alapján a zsűri meghatározza az 5 döntős névsorát. A névsor a gála napjáig titkos. A döntősöket a gálán szakújságírók laudálják a közönség és a zsűri előtt, a zsűri pedig helyben, zárt ülésen hozza meg végső döntését. A közönségdíj sorsa internetes szavazáson dől el, ahol minden jelölt esélyes.

## A zsűri összetétele
A zsűrizést felkért szakmai zsűri látja el. A zsűritagokat a partner szakmai társszervezetek (Tájépítészek Nemzetközi Szövetségének Európai Regionális Szervezete – IFLA Europe, Semmelrock, Szent István Egyetem Tájépítészeti Kara, Magyar Tájépítészek Szövetsége, Magyar Önkormányzati Főkertészek Szövetsége, Magyar Építész Kamara, Magyar Kertépítők Országos Szövetsége, Magyar Építőművészek Szövetsége delegálják. A zsűri kilenctagú, elnöke az Ormos Imre-emlékérem aktuális díjazottja.

## Év Junior Tájépítésze díj
Az Év Junior Tájépítésze díj a kiemelkedő pályakezdő tehetségek szakmai elismerését, bemutatkozását célozza. A díjat évente egy alkotó nyerheti el az évente meghatározott ötletpályázati felhívás alapján kidolgozott projektjével, amelyet a felkért szakmai zsűri bírál el. Az Év Junior Tájépítésze díjban részesülhet minden magyar állampolgárságú, tájépítész hallgatói státuszú vagy végzettségű alkotó, aki 3 évig ilyen díjban nem részesült, legfeljebb 3 éve diplomázott, teljesíti a mindenkori díjszabályzatban és az adott évi kiírásban szereplő feltételeket, illetve nem tagja a jelölteket értékelő zsűrinek és nem rokona az adott évben felkért zsűritagoknak. A díj a díjszabályzatban és az éves kiírásban szereplő feltételeket teljesítő pályázók körében kerül kiosztásra minden év áprilisában, a Tájépítészet Hónapja rendezvénysorozat keretében megrendezett díjátadó gálán. A díjjal nagy értékű tárgyjutalom és emléktárgy jár.

## Kiválasztási folyamat
A pályázatra jelentkezni az a www.evtajepitesze.hu weboldalon keresztül lehet egyéni regisztrációval. A regisztráltakat a díjszervező bizottság elektronikus úton értesíti az az évi kiírásról, célterületről, a pályázat feltételeiről és határidejeiről. A pályázatokat elektronikus úton, anonim módon kell feltölteni, amelyeket a felkért szakmai zsűri bírál el. A győztes személye az Év Tájépítésze Díjkiosztó gálán kerül kihirdetésre.

## Az Év Tájépítésze díj díjazottjai

### 2024
- Csőszi Mónika (Lechner Tudásközpont) - Év Tájépítésze
- Szalkai Adrienne (Főkert) - közönségdíjas
- Csuka Veronika (Magnólia Art Kft.) - döntős
- Steffler István (Garten Studio) - döntős
- Stéhli Zoltán (Garten Studio) - döntős[1]

### 2023
- Takács Edvárd - Év Tájépítésze, közönségdíjas
- Steffler István (Garten Studio Tájépítész Iroda) - döntős
- Balogh Andrea, Majoros Csaba (4D Tájépítész Iroda) - döntős
- Hóman János, Pécsi Máté (Objekt Tájépítész Iroda) - döntős
- Vakula Réka – döntős[2]

### 2022
- Bardóczi Sándor, Budapest főtájépítésze - Év Tájépítésze
- Báthoryné Nagy Ildikó Réka - közönségdíjas
- Balogh Andrea, Majoros Csaba (4D Tájépítész Iroda) - döntős
- Herczeg Ágnes és Vincze Attila (Pagony Táj-és Kertépítész Iroda) - döntős
- Torma Sarolta – döntős[3]

### 2021
A díjat nem adták át.

### 2020
- Kincses Krisztina (Agrárminisztérium, az Európa Tanács Európai Táj Egyezményének elnöke) – az Év Tájépítésze
- Ghyczy Zsuzsanna és Vojtek Tímea (KörTeKert Stúdió) – a zsűri különdíja
- Eplényi Anna (GYIK Műhely) – a MÉSZ különdíja
- Tóth Eszter (Dunakeszi főkertésze) – közönségdíjas
- Szily Adrien – döntős[4]

### 2019
- Andor Anikó (Land-A) – az Év Tájépítésze
- Dr. Boromisza Zsombor (Tájépítészeti Kar) – közönségdíj
- Gábor Péter PhD. (XIII. kerületi Közszolgáltató Zrt.)
- Grabner Balázs és Terhes Dénes (Korzó Stúdió)
- Massány Edina és Remeczki Rita (Open Air Design)[5]

### 2018
- Szabó Gábor (Tér-Team) – az Év Tájépítésze
- Tatai Zsombor (BFVT) – közönségdíj
- Tatai Zsombor (BFVT) – tájműves különdíj
- Czakó Márta – MÉSZ-különdíj
- Dömötör Tamás PhD (Miniszterelnöki Hivatal) – MÖFÖSZ-különdíj
- Dömötör Tamás PhD (Miniszterelnöki Hivatal) – MIXTURA-különdíj
- Torma Sarolta – elnöki különdíj

### 2017
- Lépték-Terv (Szakács Barnabás, Fekete Albert, Czermann Katalin, Galambos Máté, László Viktor,Rudd Mátyás, Sréter Szilvia, Stefanics Beáta, Turcsányi Katalin) – az Év Tájépítésze
- Pagony Tájépítész Iroda  – közönségdíj
- Illyés Zsuzsa (Tájmester) – tájműves különdíj
- Csepely-Knorr Luca (Manchester School of Architecture) – MÉSZ-különdíj
- Pápai Veronika (FŐKERT) – MÖFÖSZ-különdíj
- Dr.Jámbor Imre – elnöki különdíj
- Csőszi Mónika és Kincses Krisztina – MÉK-TKT-különdíj

### 2016
- Geum Műterem (Csontos Csenge, Gyüre Borbála, Lád Gergely) – az Év Tájépítészei
- Dobos Sára (Élettér Bt) – döntős, a Gardenworks (Kuhn András és Tarcsányi Judit) – döntős, Szabadics Anita (Forster Központ) – döntős és Wallner Krisztina (Tilia Bt) – döntős
- Dobos Sára (Élettér Bt) – közönségdíj
- Szabadics Anita (Forster Központ) – tájműves különdíj
- Wallner Krisztina (Tilia Bt) – Mixtura különdíj
- Kristin Faurest (Artemisia Design, BCE Tájépítészeti Kar) – elnöki különdíj

### 2015
- Újirány csoport: Kovács Árpád, Orosz Orsolya, Szohr Gábor, Tihanyi Dominika – az Év Tájépítészei
- Karádi Gábor (Táj-consult) – közönségdíj
- Szakács Barnabás (Lépték-Terv) – Tájműves különdíj
- további döntősök: Grabner Balázs és Terhes Dénes (Korzó Stúdió), Szűcs Gábor (Szilszakállkert)

### 2014
- Szloszjár György (Garten Studio) – az Év Tájépítésze
- Alföldy Gábor (Forster központ) – döntős, Almási Balázs PhD (BCE Tájépítészeti Kar) – döntős, Ekés András (Városkutatás) – döntős, Pikó Viola és Takács Edvárd (Ilona Malom) – döntősök, Szakács Barnabás (Lépték-terv) – döntős, Szalkai Adrienne (Főkert) – döntős
- Pikó Viola és Takács Edvárd (Ilona Malom) – közönségdíj
- Pikó Viola és Takács Edvárd (Ilona Malom) – Tájműves különdíj
- Drobni Mária és Morvay István (Drobni és Morvay Tájépítész Iroda) – elnöki különdíj, Bardóczi Sándor – elnöki különdíj
- Szakács Barnabás – MÉSZ-különdíj
- Alföldy Gábor – MTSZ-különdíj
- Almási Balázs PhD (BCE Tájépítészeti Kar) – MÉK-különdíj

### 2013
- Dr. Balogh Péter István és Mohácsi Sándor (s73) – az Év Tájépítészei
- Gábor Péter (Zöldfa) – döntős, Dr. Herczeg Ágnes (Pagony) – döntős, Szloszjár György (Garten Studio) – döntős, Tihanyi Dominika (Újirány) – döntős
- Kun Zoltán (PanParks) – közönségdíj
- Gábor Péter (Zöldfa) – elnöki különdíj, Dr. Julius Gyula Fabos (UMASS) – elnöki különdíj
- Wallner Krisztina – MÉSZ-különdíj
- Balogh Andrea és Majoros Csaba (4D) – MAKEOSZ-különdíj
- Tihanyi Dominika (Újirány) – MÖFÖSZ-különdíj

### 2012
- Dr. Fekete Albert – az Év Tájépítésze
- Andor Anikó és a LAND-A – döntős | Balogh Péter István és Mohácsi Sándor (s73) – döntős | Herczeg Ágnes (Pagony) – döntős | Steffler István (Garten Studio) – döntős
- Sándor Tamás (S-tér) – közönségdíj

## Az Év Junior Tájépítésze díj díjazottjai

### 2024
- Dani Eszter - döntős[6]

### 2023
- Lach Bálint – Év Junior Tájépítésze Díj

### 2022
- Tapasztó Lejla – Év Junior Tájépítésze Díj
- Szabó Tünde - különdíj

### 2020
- Bubics Benedek – Év Junior Tájépítésze Díj
- Weisz Szilvia – FÖHÉSZ különdija
- Virág Debóra – FÖHÉSZ különdija
- Kohányi Zsófia – FÖHÉSZ különdija
- Lach Bálint – FÖHÉSZ különdija

### 2019
- Héjjas Luca Nóra – Év Junior Tájépítésze Díja
- Gimes Kinga – MTE különdíja
- Gyurasza Miklós  – MTE különdíja
- Madácsi Flóra – SZIE-TÁJK különdíja
- Börcsök Brigitta – MTSZ különdíj
- Zombori Dorottya – MAKEOSZ különdíja

### 2018
- Patka Zsuzsa Kincső – az Év Junior Tájépítésze Díj
- Benkő Anna Ágnes – Etyek Nagyközség különdíja
- Patka Zsuzsa Kincső – SZIE Tájépítészeti Kar különdíja
- Dombi Éva – MTSZ különdíja
- Dancs Nikoletta – MAKEOSZ különdíja

### 2017
- Tóth Evelin Enikő – az Év Junior Tájépítésze Díj
- Nagy Lili – Paks város különdíja
- Tóth Evelin Enikő – SZIE Tájépítészeti Kar különdíja
- Kelemen Edmond István – MTSZ különdíja
- Szűz Attila – Ormos Imre Alapítvány különdíja

### 2016
- Reith Anita – a zsűri kiemelt különdíja (az Év Junior Tájépítésze Díj nem került kiosztásra)
- Nagy Dorina – XIV. kerület különdíja, MÖFÖSZ-különdíj

### 2015
- Trásy Krisztina – az Év Junior Tájépítésze
- Varga István Bence – VIII. kerület különdíja
- Eszenyi Zsófia Ilona – BCE Tájépítészeti Kar különdíja

### 2014
- Papp Dóra Csilla – az Év Junior Tájépítésze
- Magyar Mihály – Rogers iskola különdíja
- Szabó Csaba – MAKEOSZ-különdíj
- Varga István Bence – BCE Tájépítészeti Kar különdíja
- Kutrovácz Réka – MÖFÖSZ-különdíj

### 2013
- Herczeghné Csillag Katalin – az Év Junior Tájépítésze
- Biczók Anna – Visonta különdíja
- Trásy Krisztina – MÉK-különdíj
- Bőhm Gábor – BCE Tájépítészeti Kar különdíja
- Bőhm Gábor – MTSZ-különdíj

### 2012
- Simon-Kiss Márta – az Év Junior Tájépítésze
- Varró Dorottya Katalin – Somlóvásárhely különdíja
- Simon-Kiss Márta – MÉSZ-különdíj
- Kéki Norbert – BCE Tájépítészeti Kar különdíja
- Zámbó Nóra – MTSZ-különdíj